# Châtillon-le-Roi
Châtillon-le-Roi è un comune francese di 289 abitanti situato nel dipartimento del Loiret nella regione del Centro-Valle della Loira.

## Società

### Evoluzione demografica
Abitanti censiti